# Cécile Fatiman
Cécile Fatiman (1771 - Cabo Haitiano, 1883) foi uma mambo (sacerdotisa vodu) que presidiu a Cerimônia de Bois-Caïman, juntamente com Dutty Boukman, dando início à Revolução Haitiana. E foi a primeira-dama do Haiti, entre os anos de 1845 e 1846.

## Biografia
Nasceu como filha de uma mulher africana escravizada e de um homem branco francês. Foram vendidas e levadas para as plantações de São Domingos.
Em 14 de agosto de 1791, Fatiman, juntamente com Dutty Boukman, convocou os escravizados e os quilombolas para se reunirem na floresta Bois-Caïman, onde participaram de uma cerimonia vodu e planejaram uma revolta contra os colonos e a escravidão. Durante o ritual, Fatiman sacrificou um porco e ofertou o sangue à uma divindade vodu, para firmar um pacto pedindo a liberdade, todo o ritual foi acompanhado por dança e cânticos.
Casou-se com Jean-Louis Michel Pierrot, um general da Revolução haitiana, e que foi presidente do Haiti entre os anos de 1845 e 1846. Fatiman viveu em Cabo Haitiano até seu falecimento em 1883, com 112 anos de idade.